# Renovierung
Als Renovierung, schweizerisch Renovation (von lateinisch renovare und frühneuhochdeutsch renovieren: ‚erneuern‘), bezeichnet man Maßnahmen zur Instandsetzung von Bauwerken. Man beseitigt Schäden und Mängel aufgrund von Abnutzung durch den gewöhnlichen Gebrauch und stellt den ursprünglichen Stand der Nutzbarkeit wieder her – oder einen besseren, dem aktuellen Stand der Technik (bzw. aktuellen Bauvorschriften) näheren oder entsprechenden Zustand; letzteres nennt man Sanierung.
Im Mietrecht ist Renovierung ein Synonym für Schönheitsreparaturen (Tapezieren, Streichen). Deren Durchführung ist nach den in Deutschland üblichen vorgedruckten Mietverträgen meist Sache des Mieters; nach höchstrichterlichen Rechtsprechung ist diese Standardklausel für reine Instandsetzungsarbeiten (Reparaturen) nicht zulässig (Ausnahme: Kleinreparaturen).
In Österreich gilt laut Mietrecht, dass reversible Veränderungen, die der Mieter in der Wohnung vornimmt, auch ohne Einholung des Vermieters erlaubt sind. Diese Änderungen beziehen sich vorwiegend auf Wohnungsoberflächen, wo es irrelevant ist, ob das Mietobjekt vollumfänglich, teilweise oder gar nicht unter das besagte  Mietrechtsgesetz fällt. Bei teilweiser oder nicht vorhandener Anwendung des MRGs fällt das Ganze in den Zuständigkeitsbereich des Allgemeinen Bürgerlichen Gesetzbuches (ABGB).